# Boulder, cobble, gravel, pebble
Pour les articles homonymes, voir Boulder (homonymie).

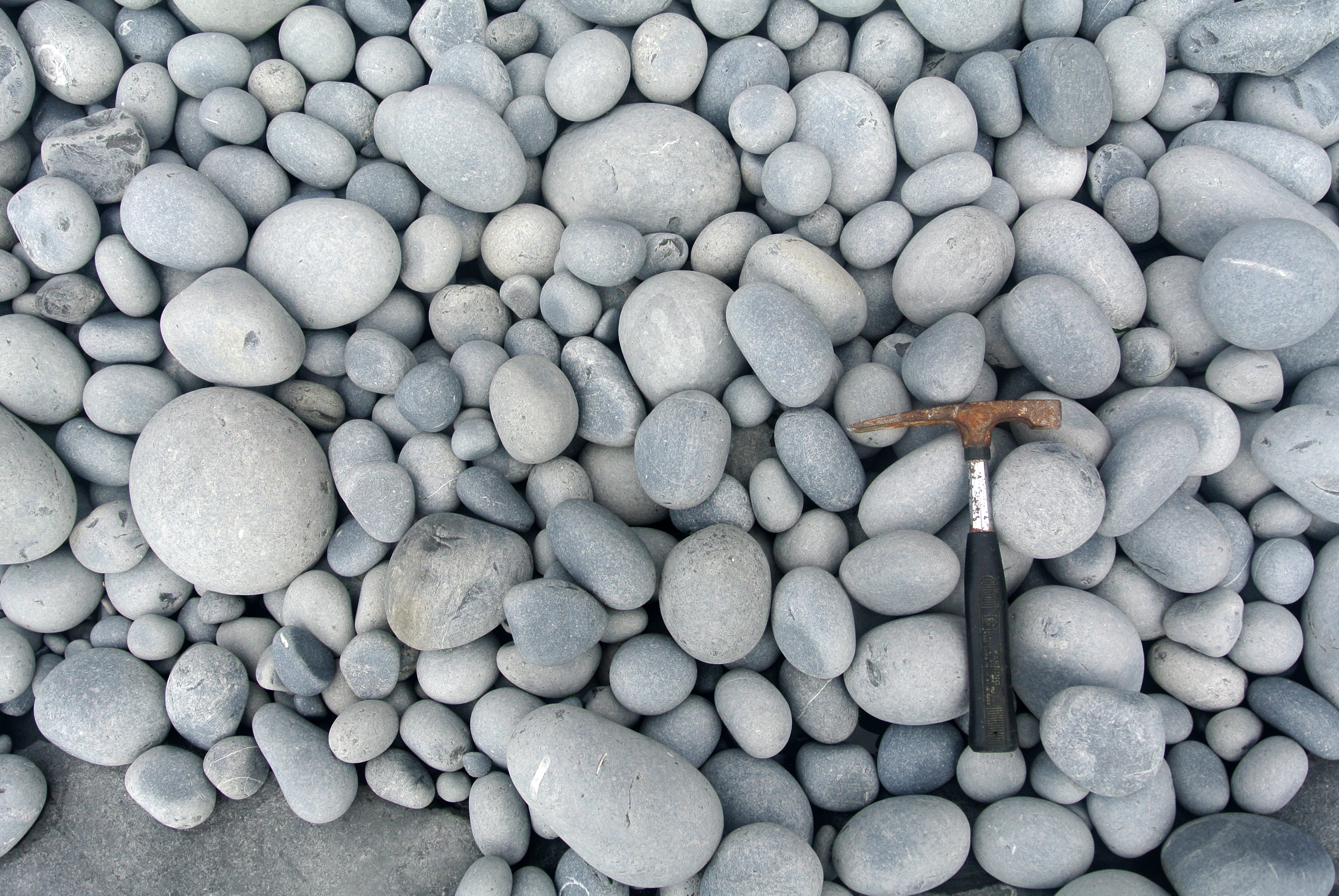
Galets de plage,beach cobbles (Nash Point, Pays de Galles)

En anglais, pebble,  gravel et cobble sont en granulométrie, et en géologie la terminologie employée pour désigner des particules de petite tailles. Comme pour le français, où l'on va employer des expressions communes comme « cailloux  » ou « galets », « gravier » (pour lesquels on ne trouve pas dans la littérature de correspondances strictes avec l'anglais, boulder, cobble et pebble pouvant être traduit par « caillou », par exemple), les expressions anglaises pebble et cobble, ont des définitions teintées de différents accents historiques. 
Cobble est un claste de roche défini sur l'échelle Udden–Wentworth de sédimentologie comme ayant une taille de particule de 64–256 mm, plus gros qu'un pebble et plus petit qu'un boulder (bloc). D'autres échelles définissent la taille d'un pebble en des termes légèrement différents.
Un pebble est un claste de roche avec une taille de particules de 4 à 64 millimètres basée sur l'échelle Udden–Wentworth. Les pebbles sont généralement considérés comme plus gros que les granules (2 à 4 millimètres de diamètre) et plus petit que les cobbles. 
Une roche composée principalement de pebbles ou de cobbles est appelée conglomérat.

## Étymologie
Les cobble, tirent leur nom du mot cob, qui signifie une masse arrondie. Le terme est en outre lié au Kopf allemand , qui signifie tête. Chester Wentworth (1891-1961) a qualifié les cobbles de cobble bowlders [sic]  dans son article de 1922 qui deviendra la base de l'échelle Udden–Wentworth.

## Classifications
La taille des grains (ou granulométrie) consiste en le diamètre des grains individuels de sédiment ou des particules lithifiées dans les roches clastiques. Le terme peut également être appliqué à d'autres matériaux granulaires. Un seul grain peut être composé de plusieurs cristaux. Le matériau granulaire peut aller de très petites particules colloïdales, en passant en anglais par clay, silt, sand, gravel, et de cobbles à boulders.

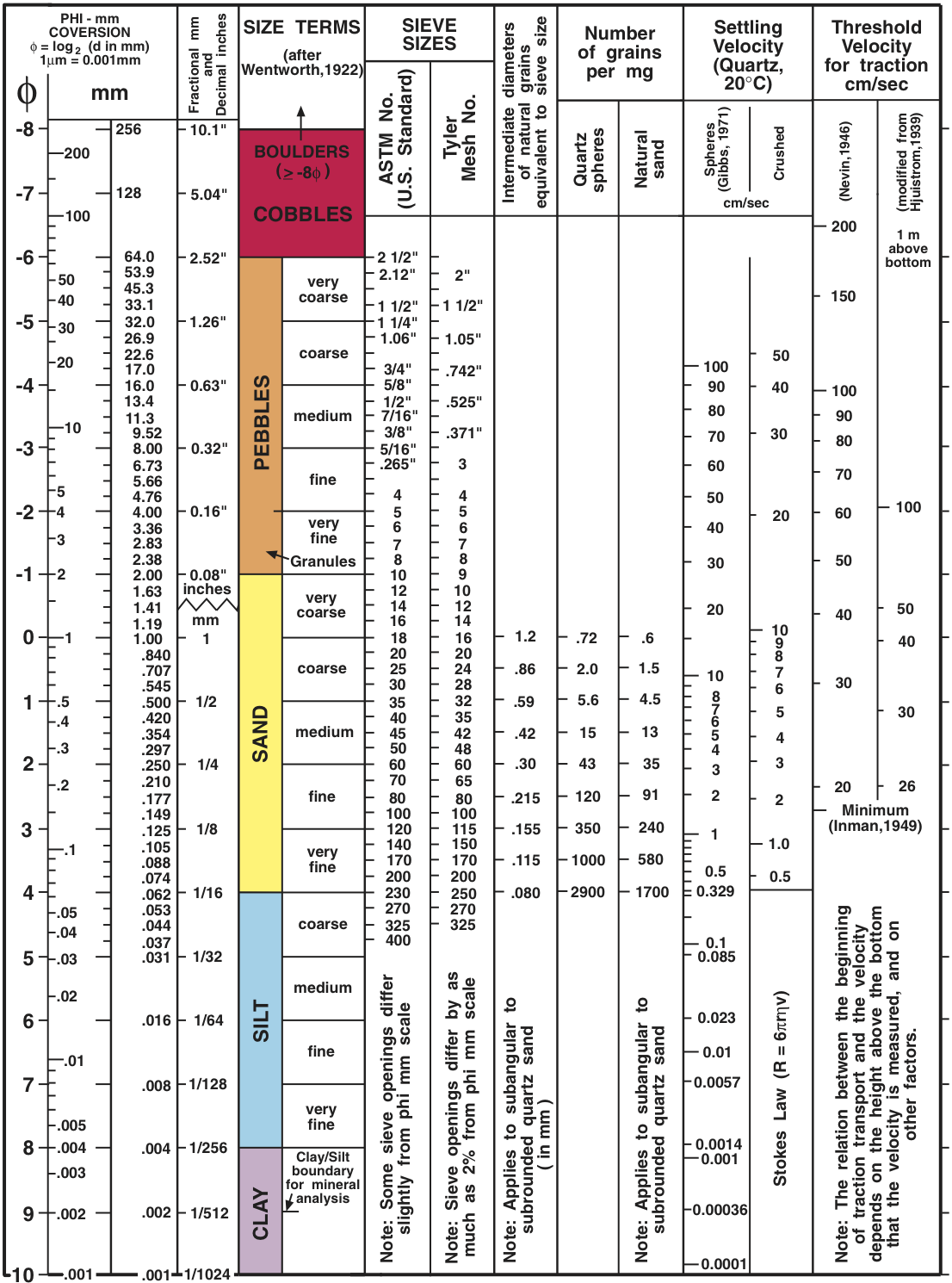
Wentworth grain size chart from United States Geological Survey Open-File Report 2006-1195: Remarque sur les fautes de frappe; 33,1 mm est 38,1 et 0,545 mm est 0,594

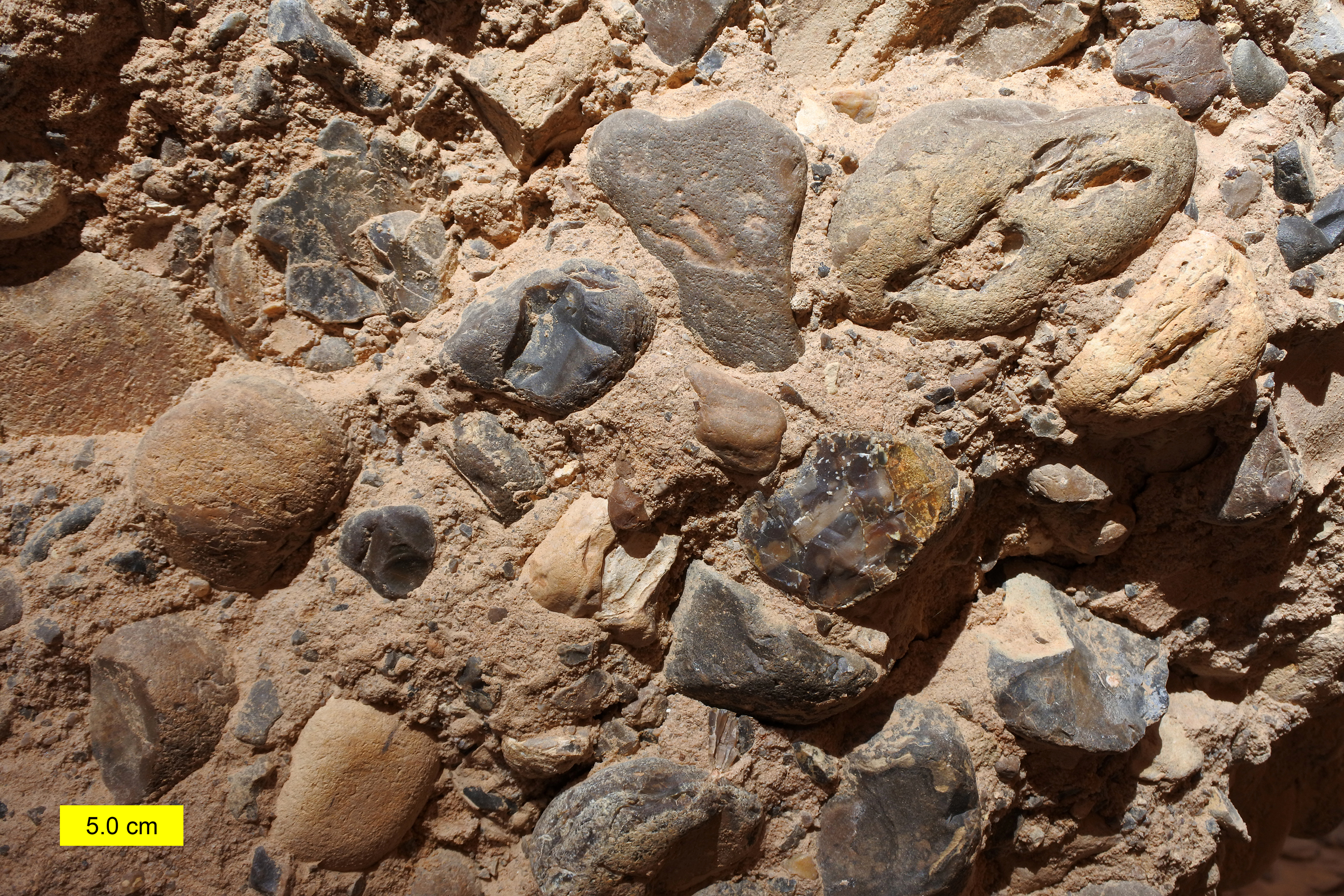
Conglomérat de sable avec des galets (cobbles) dans la formation Hazeva (Miocène) du sud d'Israël

Dans l'échelle de granulométrie Krumbein phi largement utilisée aux États-Unis, les cobblessont définis comme des clastes de roche allant de -6 à -8 φ. Cette classification correspond à l'échelle de taille Udden–Wentworth qui définit les galets comme des clastes d'un diamètre de 64 à 256 mm. À cette échelle, les « cobbles » sont plus gros que les pebbles qui mesurent 4 à 64 mm de diamètre et plus petit que les boulders, dont le diamètre varie de256 à 4 096 mm. Sur l'échelle d'Udden–Wentworth, une fraction non lithifiée de cobbles est classée comme gravier (gravel) tandis qu'un échantillon lithifié principalement composé de cobbles est un conglomérat . Le Comité sur la sédimentation du US National Research Council a recommandé que les cobbles in situ soient identifiés par leur processus d'origine, si possible (par exemple cobbles par désintégration, par desquamation, etc.) .
À la fin des années 1800 et du début au milieu des années 1900, avant l'adoption généralisée de l'échelle d'Udden-Wentworth, les classifications de taille avaient tendance à regrouper toutes les particules de plus de 2 mm ensemble sous forme de gravel ou de pierres (stones). D'autres échelles ont défini la taille d'un cobbles légèrement différemment de celle d'Udden–Wentworth; la British Standards Institution désigne un cobbles comme tout clast dont le diamètre  a 60–200 mm, tandis que la définition du Département de l'agriculture des États-Unis suggère une plage de 75–250 mm et la norme ISO 14688 nomme les cobbles comme allant de 65 à 200 mm de diamètre.
Diverses tentatives ont été faites pour affiner l'échelle Udden–Wentworth, y compris sa définition des cobble. En 1968, D.J. Doeglas  proposa de subdiviser la désignation de cobble en deux fractions, small cobbles (pour les particules d'un diamètre de  à 64–125 mm) et de large cobbles (pour les particules d'un diamètre de à 125–250 mm). Un article de 1999 par Terence C. Blair et John G. McPherson soutint que les échelles Udden–Wentworth et Krumbein trahissaient un accent historique sur l'étude des grains de sable tout en ignorant les graviers à gros grains (larger gravel grains). Ils proposèrent de définir les fine cobbles comme ceux d'un diamètre compris entre 6–128 mm (−6 à −7 φ) et les coarse cobbles comme ceux d'un diamètre de 128–256 mm (−7 à −8 φ). En 2012, Simon J. Blott et Kenneth Pye suggérèrent que la désignation de cobble soit complètement éliminée, remplacée par des désignations de very small boulder et de small boulder équivalant en taille aux  coarse cobbles et coarse cobbles de Blair et McPherson, respectivement.

### Échelle de Krumbein Phi
Les plages de taille définissent les limites des classes qui reçoivent des noms dans l'échelle de Wentworth (ou échelle Udden – Wentworth) utilisée aux États-Unis . L'échelle de Krumbein phi (φ), une modification de l'échelle de Wentworth créée par William C. Krumbein  en 1934, est une échelle logarithmique calculée par l'équation
{\displaystyle \varphi =-\log _{2}{\frac {D}{D_{0}}},}
où
{\displaystyle \varphi } est l'échelle de Krumbein phi,
{\displaystyle D} est le diamètre de la particule ou du grain en millimètres (équation de Krumbein et Monk)  et
{\displaystyle D_{0}} est un diamètre de référence, égal à 1 mm(pour rendre l'équation cohérente dimensionnellement ).
Cette équation peut être réorganisée pour trouver le diamètre en utilisant φ:
{\displaystyle D=D_{0}\cdot 2^{-\varphi }\,}
| φ scale  | Taille (metrique) | Taille (approx. syst. imp.) | Nom de l’agrégat (Wentworth class) | Autre nom | Correspondance Norme française (Afnor) |
| -------- | ----------------- | --------------------------- | ---------------------------------- | --------- | -------------------------------------- |
| <−8      | >256 mm           | >10.1 in                    | Boulder                            |           | Bloc                                   |
| −6 to −8 | 64–256 mm         | 2.5–10.1 in                 | Cobble                             |           | Gros caillou                           |
| −5 to −6 | 32–64 mm          | 1.26–2.5 in                 | Very coarse gravel                 | Pebble    | Petits cailloux                        |
| −4 to −5 | 16–32 mm          | 0.63–1.26 in                | Coarse gravel                      | Pebble    |                                        |
| −3 to −4 | 8–16 mm           | 0.31–0.63 in                | Medium gravel                      | Pebble    |                                        |
| −2 to −3 | 4–8 mm            | 0.157–0.31 in               | Fine gravel                        | Pebble    |                                        |
| −1 to −2 | 2–4 mm            | 0.079–0.157 in              | Very fine gravel                   | Granule   | Granules                               |
| 0 to −1  | 1–2 mm            | 0.039–0.079 in              | Very coarse sand                   |           | Sable très grossier                    |
| 1 to 0   | 0,5–1 mm          | 0.020–0.039 in              | Coarse sand                        |           | Sable grossier                         |
| 2 to 1   | 0,25–0,5 mm       | 0.010–0.020 in              | Medium sand                        |           | Sable moyen                            |
| 3 to 2   | 125–250 μm        | 0.0049–0.010 in             | Fine sand                          |           | Sable fin                              |
| 4 to 3   | 62,5–125 μm       | 0.0025–0.0049 in            | Very fine sand                     |           | Sable très fin                         |
| 8 to 4   | 3,9–62,5 μm       | 0.00015–0.0025 in           | Silt                               | Mud       | Silt                                   |
| 10 to 8  | 0,98–3,9 μm       | 3.8×10−5–0.00015 in         | Clay                               | Mud       | Argile                                 |
| 20 to 10 | 0,95–977 nm       | 3.8×10−8–3.8×10−5 in        | Colloid                            | Mud       |                                        |

Dans certaines classifications, gravel consiste en toutes choses plus grande que sand (sable, compris granule, pebble, cobble, and boulder dans le tableau ci-dessus).

### Échelle internationale
L'ISO 14688-1: 2002 établit les principes de base pour l'identification et la classification des sols sur la base des caractéristiques de matériau et de masse les plus couramment utilisées pour les sols à des fins d'ingénierie. L'ISO 14688-1 est applicable aux sols naturels in situ, aux matériaux artificiels similaires in situ et aux sols redéposés par des personnes.
| Name             | Name             | Name          | Name | Size range (mm) | Size range (approx. in) |
| ---------------- | ---------------- | ------------- | ---- | --------------- | ----------------------- |
| Very coarse soil | Very coarse soil | Large boulder | LBo  | >630            | >24.8031                |
| Very coarse soil | Very coarse soil | Boulder       | Bo   | 200–630         | 7.8740–24.803           |
| Very coarse soil | Very coarse soil | Cobble        | Co   | 63–200          | 2.4803–7.8740           |
| Coarse soil      | Gravel           | Coarse gravel | CGr  | 20–63           | 0.78740–2.4803          |
| Coarse soil      | Gravel           | Medium gravel | MGr  | 6.3–20          | 0.24803–0.78740         |
| Coarse soil      | Gravel           | Fine gravel   | FGr  | 2.0–6.3         | 0.078740–0.24803        |
| Coarse soil      | Sand             | Coarse sand   | CSa  | 0.63–2.0        | 0.024803–0.078740       |
| Coarse soil      | Sand             | Medium sand   | MSa  | 0.2–0.63        | 0.0078740–0.024803      |
| Coarse soil      | Sand             | Fine sand     | FSa  | 0.063–0.2       | 0.0024803–0.0078740     |
| Fine soil        | Silt             | Coarse silt   | CSi  | 0.02–0.063      | 0.00078740–0.0024803    |
| Fine soil        | Silt             | Medium silt   | MSi  | 0.0063–0.02     | 0.00024803–0.00078740   |
| Fine soil        | Silt             | Fine silt     | FSi  | 0.002–0.0063    | 0.000078740–0.00024803  |
| Fine soil        | Clay             | Clay          | Cl   | ≤0.002          | ≤0.000078740            |

## Options

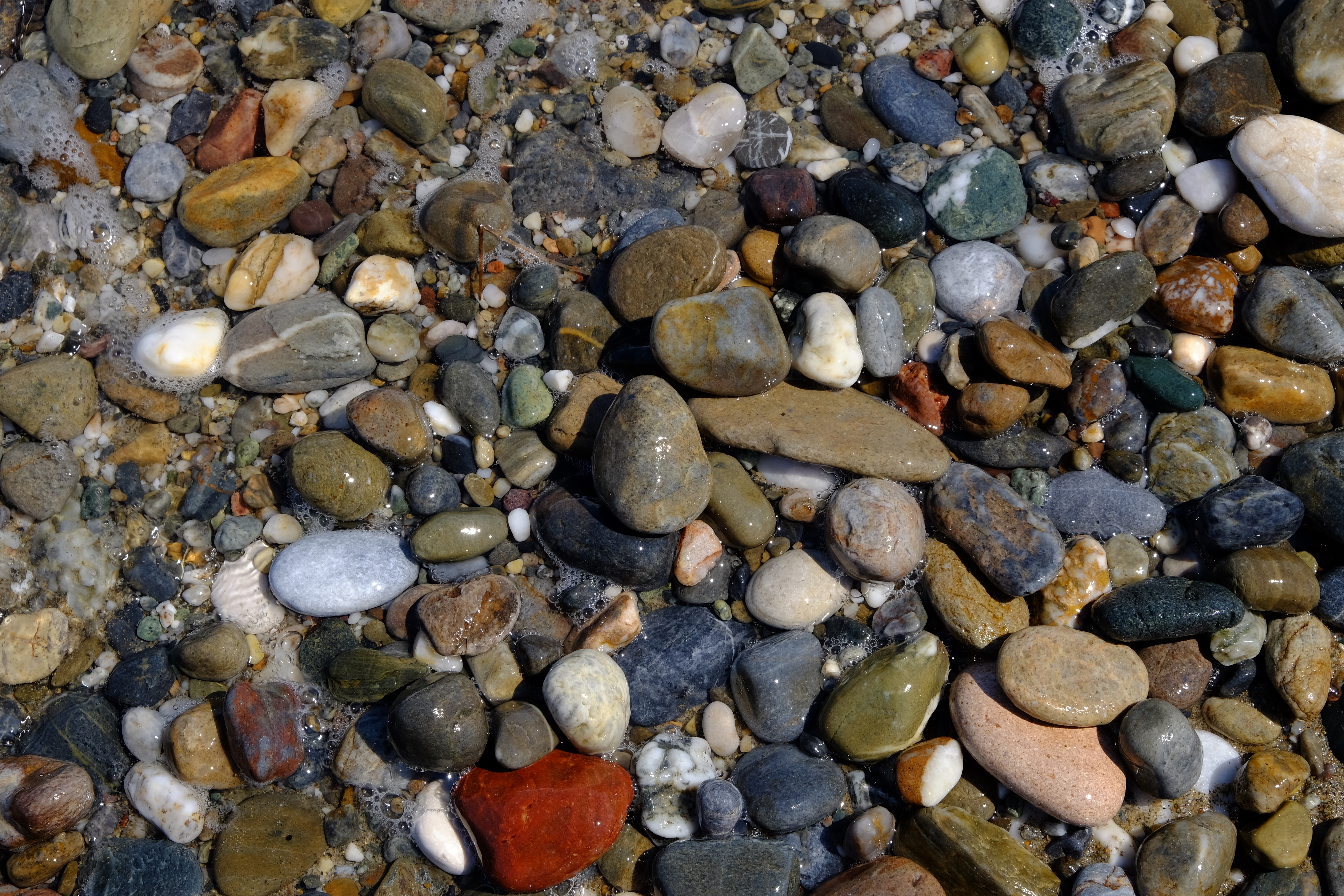
Pebble beach. sur la plage de Réthymnon, Crète.

Lorsqu'ils se produisent dans les ruisseaux, les galets (cobble) se trouvent probablement dans les lits des vallées des montagnes qui sont modérément escarpés. Les galets sont également transportés par les glaciers et déposés ainsi avec d'autres grades de sédiments comme le till. Si le till est posé à l'eau, les particules plus fines comme le sable et les cailloux peuvent être entièrement emportées, ne laissant qu'un dépôt de cobbles et de cobbles. Les galets transportés par le glacier ont tendance à partager plusieurs caractéristiques d'identification, notamment une forme tabulaire et des stries (en) diagonales vers le bas sur les facettes latérales.
Les conglomérats de galets (cobble conglomerate) peuvent être d'origine alluviale, ou être le produit d'avalanches de pierres, un type d'avalanche de débris résultant de galets et de gravier non consolidés. Dans de telles avalanches de pierre, les galets bien arrondis peuvent voyager le plus loin en raison de leur faible frottement de roulement. Lorsqu'elle est le produit de processus alluviaux, la matrice du conglomérat de galets se compose de gravier et de sable grossier. En revanche, les matrices des conglomérats déposés par écoulement sont principalement de la boue.
Cobblestone est un matériau de construction à base de cobbles.
Une plage composée principalement de galets est appelée pebble beach. Les galets de plage se forment progressivement au fil du temps à mesure que l'eau de l'océan se lave sur les particules de roche en vrac. Le résultat est une apparence lisse et arrondi. Les galets de l'intérieur des terres (river pebbles ou river rock) se trouvent généralement le long des rives des grandes rivières et des lacs.
Les pebble tools de l'Oldowayen, ou galets aménagés, sont parmi les premiers artefacts artificiels connus, datant de la période paléolithique de l'histoire humaine.